# Bombus melanurus
Bombus melanurus (saknar svenskt namn) är en insekt i överfamiljen bin (Apoidea) och släktet humlor (Bombus) som lever i Centralasien.

## Beskrivning
Humlans grundutseende är svart huvud, gul mellankropp, de två första tergiterna gula och resten av bakkroppen svart. Mellankroppen har alltid ett svart tvärband eller åtminstone några mörka markeringar hos drottningarna, även om det hos vissa individer kan vara mycket glest och endast bestå av några få svarta hår inlagrade i den gula pälsen. Arbetarna kan ha ett mörkt band, men det är i så fall inte helt svart utan en blandning av svarta och ljusa hår. Hanarna saknar tvärband över mellankroppen. Den gula färgen kan variera från nästan krämfärgat till brunt hos drottningarna.  

## Ekologi
Humlan är en bergsart, som lever på höjder mellan 1 800 och 4 800 m. Den hämtar sin föda framför allt från korgblommiga växter (som tistlar), ranunkelväxter (stormhattar och fingerborgsblommor), ärtväxter (som vitklöver), kransblommiga växter (som timjan), slideväxter samt  flenörtsväxter.

## Utbredning
Bombus melanurus förekommer från Sydösteuropa över Väst- och Centralasien från Turkiet, Iran, Tajikistan, Afghanistan, Pakistan, Kazakstan, Kirgizistan, Indien (Kashmir, Himachal Pradesh, Uttaranchal till Sikkim), Nepal, Tibet, Mongoliet, Altaj och norra Kina (Tianshan).